# Mocidade Portuguesa
 (octobre 2017).
Si vous disposez d'ouvrages ou d'articles de référence ou si vous connaissez des sites web de qualité traitant du thème abordé ici, merci de compléter l'article en donnant les références utiles à sa vérifiabilité et en les liant à la section « Notes et références ».
Pour les articles homonymes, voir Mocidade, MP et MPF.
La Mocidade Portuguesa (MP), sous sa forme complète Organização Nacional Mocidade Portuguesa, ce qui signifie en français « Jeunesse portugaise » ou pour sa forme complète « Organisation nationale pour la jeunesse portugaise » est une organisation de jeunesse portugaise en place sous le régime de l'Estado Novo.
Créée en 1936, elle est complétée en 1938 par sa branche féminine, la Mocidade Portuguesa Feminina (MPF).
L'organisation est dissoute le 25 avril 1974.

## Histoire

### Création

Emblème et étendard de la Mocidade Portuguesa, calqués sur la bannière de Dom João I.

L'Organização Nacional Mocidade Portuguesa est créée par les articles 40.º à 43.º du décret-loi no 26:611 du 19 mai 1936, pris en application du point XI de la loi no 1:941 du 19 avril 1936.
Le programme de la Mocidade était censé apporter à toute la jeunesse — en âge scolaire ou non — les moyens de stimuler ou de développer leur capacité physique, de forger leur caractère et leur dévouement envers la Patrie, leur appétence pour l'ordre et la discipline, pour les devoirs moraux, civiques et militaires.
Son règlement est approuvé le 4 décembre 1936, par le décret no 27:301, avec certaines modifications intervenue le 27 février 1939.
L'adhésion à la Mocidade est obligatoire, même si sur ce point, l'obligation n'était réelle que pour les enfants scolarisés. Cette obligation était valable pour les enfants de sept à quatorze ans,,. Pour les adolescents, l'adhésion était sur la base du volontariat.
Les membres de la Mocidade étaient répartis entre quatre échelons :
- Les Lusitos, de 7  à   10 ans.
- Les Infantes, de 10  à   14 ans.
- Les Vanguardistas, de 14  à   17 ans.
- Les Cadetes, de 17  à   25 ans.

Le 6 juillet 1966, la Mocidade est faite membre honoraire de l'Ordem da Instrução Pública (pt).

### Hymne et uniformes
La Mocidade Portuguesa avait son propre hymne.
Le premier modèle des uniformes apparaît dans le décret no 27:301. Il est remplacé un an plus tard par un nouveau modèle, présenté dans le décret no 28:410 du 7 janvier 1938.

### La Mocidade Portuguesa Feminina

Emblème de la branche féminine de la Mocidade, basée sur les armoiries de D. João I insérées dans un macle, forme traditionnelle des écus féminins en héraldique portugaise.

Le décret-loi no 28:262 du 8 décembre 1937 approuve le règlement de la branche féminine de la Mocidade, la Mocidade Portuguesa Feminina. Elle est mise sur pied par l'Obra das Mães pela Educação Nacional (pt), organisation féminine de l'Estado Novo, qui en était chargée selon les termes du 10° de l'article 2 du décret no 26:893 du 15 août 1936.
Selon les termes des diplômes qu'elle délivre, cette organisation a pour objectif de « cultiver chez ses affiliées la sécurité, le travail collectif, le goût de la vie domestique et des différentes formes d'esprit social propres aux femmes, les guider vers la plénitude dans leurs missions de maîtresse de maison, de mère de famille, dans leur milieu social et dans la vie de l’État ».
Entre 1939 et 1947, le commissariat national de la Mocidade Portuguesa dirigeait la publication d'un magazine mensuel, Mocidade Portuguesa Feminina: boletim mensal (pt).
Le 6 juillet 1966, la Mocidade féminine est également faite membre honoraire de l'Ordem da Instrução Pública (pt).

### Dans les colonies
Par le décret no 29:453 du 17 février 1939, la Mocidade est étendue à l'ensemble « de la jeunesse portugaise des colonies, d'origine portugaise et à la jeunesse indigène assimilée ». Elle y est présente comme « une organisation nationale pré-militaire, qui stimule le dévouement [des membres] envers la Patrie, le développement complet des capacités physiques et du caractère, et, qu'en leur donnant le sens de l'ordre, le goût de la discipline et le culte du devoir militaire, elle les mettent en condition pour concourir efficacement à la défense de la Nation ».

### Commissaires nationaux
Au sommet de la hiérarchie de la Mocidade Portuguesa, le commissaire national (en portugais : comissário nacional), est nommé par le Ministre de l'éducation nationale.
Le premier commissaire national à la tête de la Mocidade Portuguesa est Francisco José Nobre Guedes (pt), de 1936 à 1940. Ce sympathisant du Troisième Reich éprouvait le besoin de créer une organisation de jeunesse s'inspirant des Jeunesses hitlériennes.
Marcello Caetano lui succède entre 1940 et 1944. Fidèle à la politique de neutralité entretenue par le régime portugais pendant la Seconde Guerre mondiale, il réforme fortement l'organisation de la MP, lui ôtant son modèle militariste initial, et la rapprochant de l'Église catholique et d'autres organisations de jeunesse comme les scouts. Son action a fortement marqué l'organisation, qui garde ce modèle pendant longtemps.
Marcello Caetano est remplacé par José Porto Soares Franco, ancien secrétaire-inspecteur de la Mocidade, lui-même remplacé par Luís Pinto Coelho (pt), professeur de droit à l'université et également ancien secrétaire-inspecteur de la Mocidade, qui reste en place entre 1946 et 1951. Ce dernier réforme l'institution pour l'adapter aux réalités de l'après-guerre, lui donnant une dimension périscolaire plus importante.
António Gonçalves Rodrigues, professeur titulaire d'une chaire de littérature, lui succède, puis Baltasar Rebelo de Sousa (en), qui occupait depuis 1956 le poste de sous-secrétaire d’État de l'éducation nationale. Pendant cette période, Rebelo de Sousa entreprend de revitaliser l'organisation et de l'implanter dans les colonies africaines.
À partir de 1960, les commissaires nationaux se succèdent à un rythme rapide, d'abord le général Raul Pereira de Castro, puis Leopoldino de Almeida, en 1961 le lieutenant-colonel Carlos Gomes Bessa, à partir de 1965 l'architecte Melo Raposo puis le lieutenant-colonel Fonseca Dores. Enfin, le dernier commissaire national est l'ingénieur Manuel da Silva Lourenço Antunes, entre 1971, année au cours de laquelle le recrutement de la Mocidade devient exclusivement basée sur le volontariat, et le 25 avril 1974.

### Réorganisations

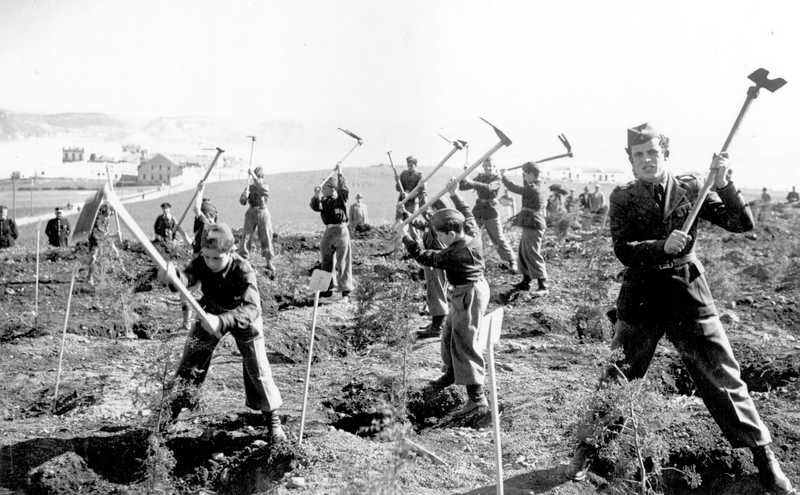
Travaux des Mocidade au parc forestier de Monsanto, à l'ouest de Lisbonne, en 1938.

Par le décret-loi no 47:311 du 12 novembre 1966, le gouvernement procède à une réorganisation de la Mocidade et sa branche féminine. Cette actualisation avait pour objectif « de renouveler l'Organisation, de mieux l'adapter aux circonstances des temps présents et de lui permettre, ainsi rajeunie, de mieux servir le plus haut idéal de formation de la jeunesse à la lumière des principes et des valeurs impérissables de la civilisation chrétienne qui ont toujours présidé, et continueront à présider, aux destinées du Portugal »
Le décret-loi no 446/71 du 25 octobre 1971 crée le Secrétariat à la jeunesse auprès du Ministère de l'éducation nationale. Il assume la fonction d'organe exécutif de la politique relative à la jeunesse du Gouvernement, et récupère la charge de nombreuses organisations dont la Mocidade et sa branche féminine, y compris la gestion de ses biens et des moyens nécessaires à son fonctionnement.
En parallèle, le décret-loi no 486/71 du 8 novembre les transforme en de simples associations nationales de jeunesse, sans caractère obligatoire.
Ces réformes réduisent drastiquement l'importance de ces organisations de l'Estado Novo.

### Disparition
Le 25 avril 1974, la Junta de Salvação Nacional dissout la Mocidade et sa branche féminine, par le décret-loi no 171/74, avec effet immédiat.

## Archives
Les archives des deux organisations sont déposées au secrétariat-général du Ministère de l'éducation et des sciences et aux Archives nationales , et à l'Institut des archives nationales - Torre do Tombo où elles peuvent être consultées.